# Pietro Beccadelli di Bologna
Pietro Beccadelli di Bologna, książę di Camporeale, diuk d’Adragna, markiz d’Altavilla, markiz della Sambuca (ur. 13 kwietnia 1697, zm. 17 lipca 1781) – włoski (neapolitański) polityk.
Pietro Beccadelli był szefem rady regencyjnej za małoletności Ferdynanda IV króla Neapolu, a następnie przewodniczącym Rady Królewskiej Sycylii.
Ministrowie króla Neapolu Karola (Santostefano, Montealgre i Bernardo Tanucci) utworzyli Real Giunta di Sicilia ("Radę Królewską Sycylii") według wzorów hiszpańskich by ułatwić nadzór stolicy – Neapolu nad wyspą i by zabezpieczyć jej autonomię.
Jego synem był polityk-reformator Giuseppe Beccadelli di Bologna, markiz della Sambuca (1726-1813).

## Literatura
- Giuseppe Bonomo, Pitrè la Sicilia e i siciliani, Sellerio, Palermo 1989.
- Isidoro La Lumia, Palermo, il suo passato, il suo presente, i suoi monumenti, Antares editrice, 2004, 1° edizione Pedone Lauriel, 1875.
- Francesco Renda, Storia della Sicilia, Sellerio, Palermo, 2003.
- Rosario Romeo, Il risorgimento in Sicilia, La Terza, Bari, 1982.
- Giuseppe Pitrè, La vita in Palermo cento e più anni fa, Editrice Il Vespro, Palermo, prima edizione Barbera, Firenze, 1904.
- Leonardo Sciascia, Le Parrocchie di Regalpetra- Morte dell’Inquisitore, La Terza, Bari,1982.